# Kathleen Ferrier (Politikerin)

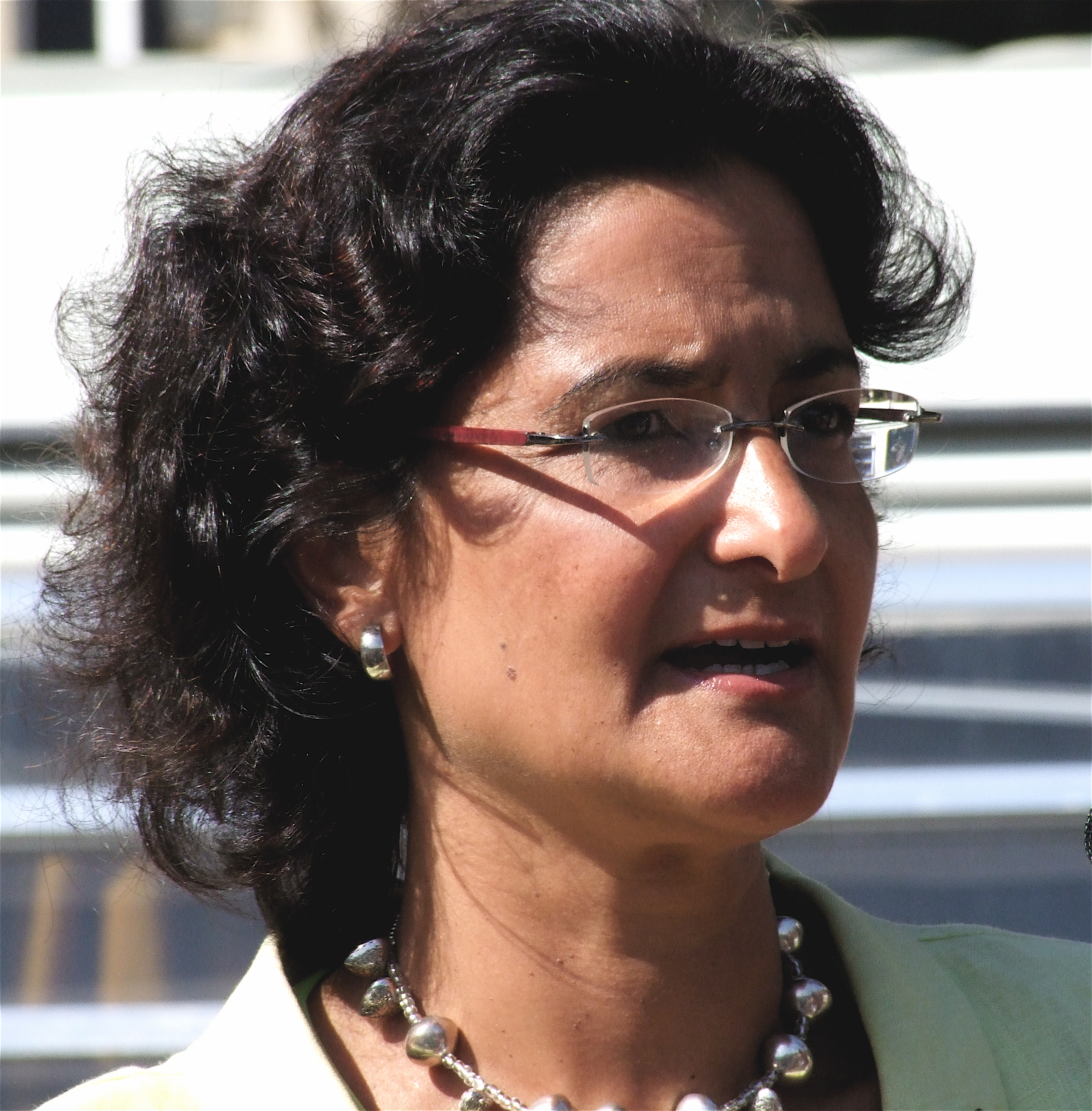
Kathleen Ferrier (2009)

Kathleen Gertrud Ferrier (* 8. März 1957 in Paramaribo, Suriname) ist eine niederländische Politikerin des Christen-Democratisch Appèl (CDA) und die Tochter des Gouverneurs und ersten Staatspräsidenten von Suriname, Johan Henri Eliza Ferrier.

## Leben
Kathleen Ferrier, die jüngere Halbschwester der Schriftstellerin Cynthia McLeod, ging zuerst in Paramaribo, später in Den Haag zu Schule. Danach studierte sie Literatur und Entwicklungshilfe an der Reichsuniversität Leiden. Von 1981 bis 1984 flog sie als Stewardess bei der niederländischen Fluggesellschaft KLM Royal Dutch Airlines. Von 1984 bis 1991 betätigte sie sich als Entwicklungshelferin in Chile und anschließend bis 1994 in São Paulo, Brasilien. 
Nach der Rückkehr in die Niederlande wandte sie sich der Politik zu und befasste sich mit Flüchtlings- und Emigrantenproblemen von Einwanderern hauptsächlich aus Lateinamerika. Durch ihr Engagement und Einsatz ist sie heute in vielen Organisationen an verantwortlicher Stelle tätig, so als
- Sprecherin der Habitat Platform Suriname
- Sprecherin der Jury Projectvoorstellen van Migranten
- Mitglied der Ratskammer MDO der protestantischen Kirche der Niederlande
- Vize-Vorsitzende der CDA
- Mitglied der ZMV (Zwarte Migranten- en Vluchtelingenvrouwen)

Am 23. Mai 2002 wurde Ferrier Abgeordnete für den Christen-Democratisch Appèl in der Zweiten Kammer des niederländischen Parlaments. Seit März 2003 ist Ferrier außerdem stellvertretende Vorsitzende des Ausschusses Kamercommissie für Sozial- und Arbeitsangelegenheiten des Parlaments.
Sie ist verheiratet mit dem Pfarrer Tjeerd de Boer und hat zwei Kinder.